# 月野定規
月野 定規（つきの じょうぎ、1970年3月21日 - ）は、日本の漫画家。神奈川県出身、東京都在住。ワニマガジン社『COMIC快楽天』1999年2月号にて「妹の恋人」でデビュー。主にワニマガジン社の雑誌『COMIC X-EROS』、かつてはコアマガジンの雑誌『COMIC メガストア』『コミックホットミルク』で成人向け漫画を執筆している。

## 作品リスト

### 単行本
成人向け作品
- 『Naive』 （2001年1月、ビブロス〈カラフルコミックス〉）、ISBN 978-4-83521-151-0
- 『おませなプティ・アンジュ』 （ワニマガジン社〈ワニマガジンコミックス〉、全2巻）
  1. 2001年8月、ISBN 978-4-89829-448-2
  2. 2002年12月9日[5]、ISBN 978-4-89829-935-7
- 『♭37℃』 （2002年4月19日[6]、コアマガジン〈メガストアコミックス005〉）、ISBN 978-4-87734-545-7
- 『妄想ダイアリ～』 （2003年7月、コアマガジン〈メガストアコミックス011〉）、ISBN 978-4-87734-637-9
- 『♭38℃ Loveberry Twins』 （2004年12月18日[6]、コアマガジン〈メガストアコミックス042〉）、ISBN 978-4-87734-789-5
- 『おませなプティ・アンジュ―complete!!』[7] （2005年12月、ワニマガジン社〈ワニマガジンコミックススペシャル〉）、ISBN 978-4-89829-496-3
- 『星の王子サマ』 （2007年8月18日[6]、コアマガジン〈メガストアコミックス139〉）、ISBN 978-4-86252-229-0
- 『痴情の女』 （2009年3月25日[6]、コアマガジン〈メガストアコミックス211〉）、ISBN 978-4-86252-581-9
- 『アフタースクール』[8] （2012年11月20日[9]、ワニマガジン社〈ワニマガジンコミックススペシャル〉）、ISBN 978-4-86269-222-1
- 『残念王子と毒舌メイド』 （2013年5月31日[6][10]、コアマガジン〈メガストアコミックス374〉）、ISBN 978-4-86436-475-1
- 『ボクの弥生さん』[11] （2015年1月30日[12]、ワニマガジン社〈ワニマガジンコミックススペシャル〉）、ISBN 978-4-86269-352-5
- 『艶色情話』[13] （2017年6月30日[14]、ワニマガジン社〈ワニマガジンコミックススペシャル〉）、ISBN 978-4-86269-498-0
- 『人妻、蜜と肉』 （2019年7月25日[6][15]、コアマガジン〈メガストアコミックス590〉）、ISBN 978-4-86653-330-8

### アンソロジー参加
一般向け作品
- 『アマガミ - Various Artists -』 （2009年8月26日、エンターブレイン〈マジキューコミックス〉）、ISBN 978-4-7577-5016-6
- 『アマガミ - Various Artists - 2』 （2009年12月25日、エンターブレイン〈マジキューコミックス〉）、ISBN 978-4-04-726217-1
- 『アマガミ - Various Artists - 0』 （2011年3月31日、エンターブレイン） 非売品 - PS2/PSP用ゲーム『エビコレ＋アマガミ』の数量限定特典漫画本
- 『アマガミ - Various Artists - 6』 （2012年2月25日、エンターブレイン〈マジキューコミックス〉）、ISBN 978-4-04-727854-7

### 単行本未収録作品
成人向け作品

### アダルトアニメ
- 『微熱っ娘 ～♭37℃～ THE ANIMATION』 アニメーション制作：幻工房、製作：ピンクパイナップル、全2巻
  - FEVER.1「●●と言う名の恋人」 2003年11月28日[16]、JAN 4988707546211
  - FEVER.2「お熱いのはいかが?」 2004年2月28日[17]、JAN 4988707546228
- 『ボクの弥生さん』 アニメーション制作：エムビー企画、製作：ZIZ、全2巻（4話分）
  1. 2015年2月27日[18]、JAN 4545291005304
  2. 2016年7月29日[19]、JAN 4545291006486